# Jones megye (Mississippi)
Jones megye az Amerikai Egyesült Államokban, azon belül Misissippi államban található. Megyeszékhelye Laurel és Ellisville. Lakosainak száma 67 246 fő (2020. április 1.). Jones megye Smith, Jasper, Wayne, Perry, Forrest és Covington megyékkel határos.

## Népesség
A megye népességének változása:
| Lakosok száma | 67 885 | 68 000 | 68 582 | 68 961 | 68 215 | 67 246 |
|               | 2010   | 2011   | 2012   | 2013   | 2015   | 2020   |